# Patio de los Naranjos

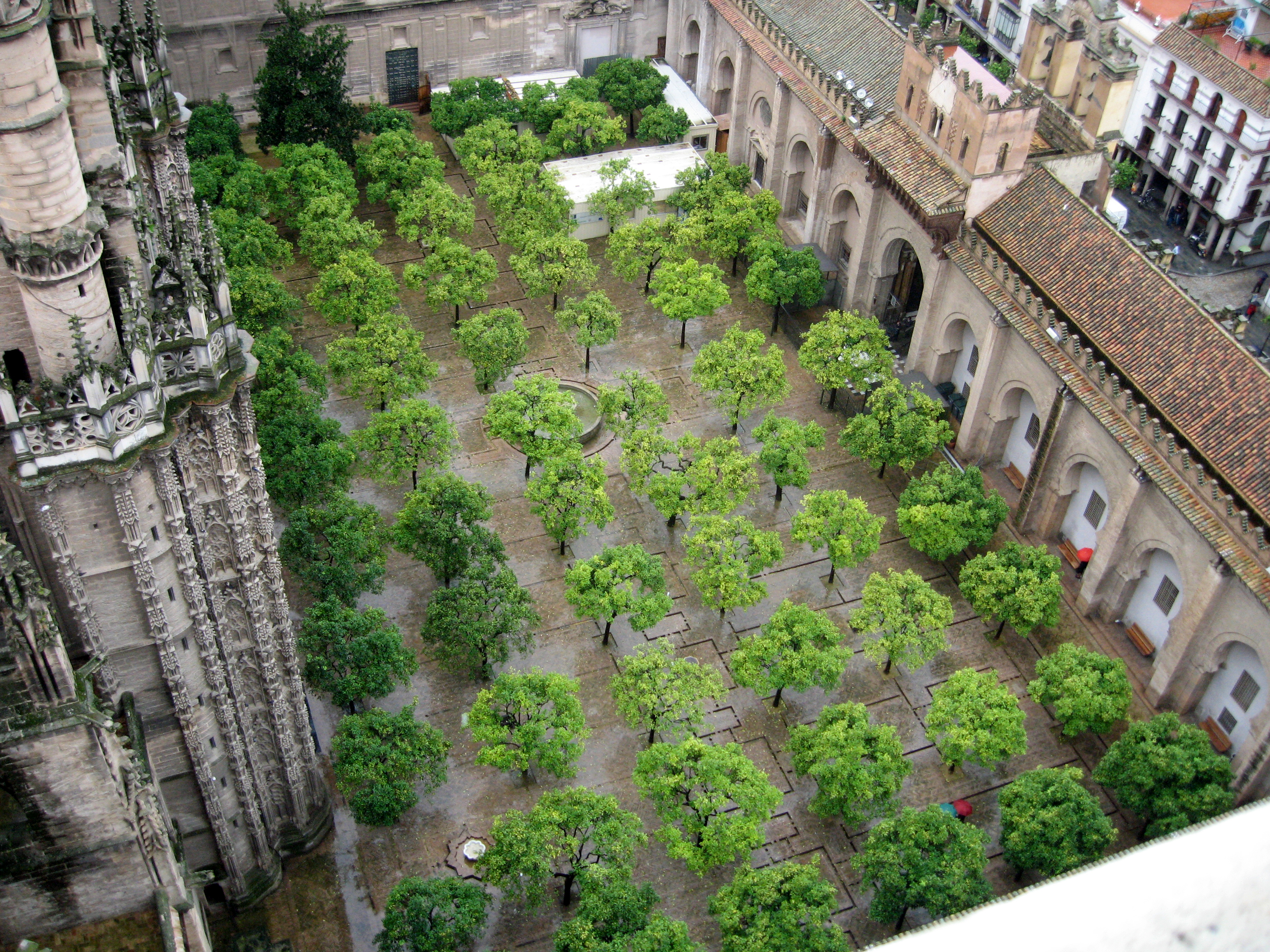
Il Patio de los Naranjos.

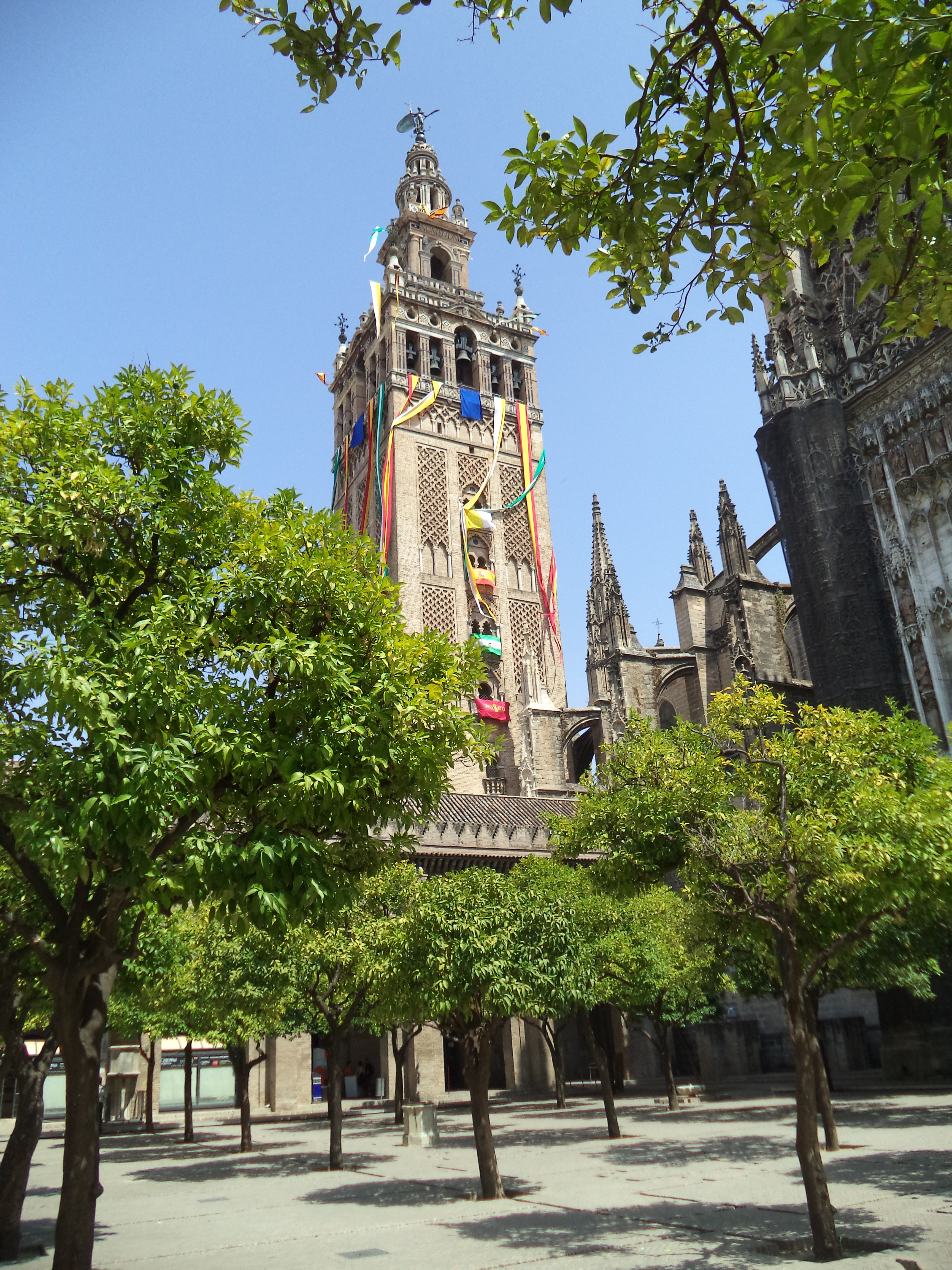

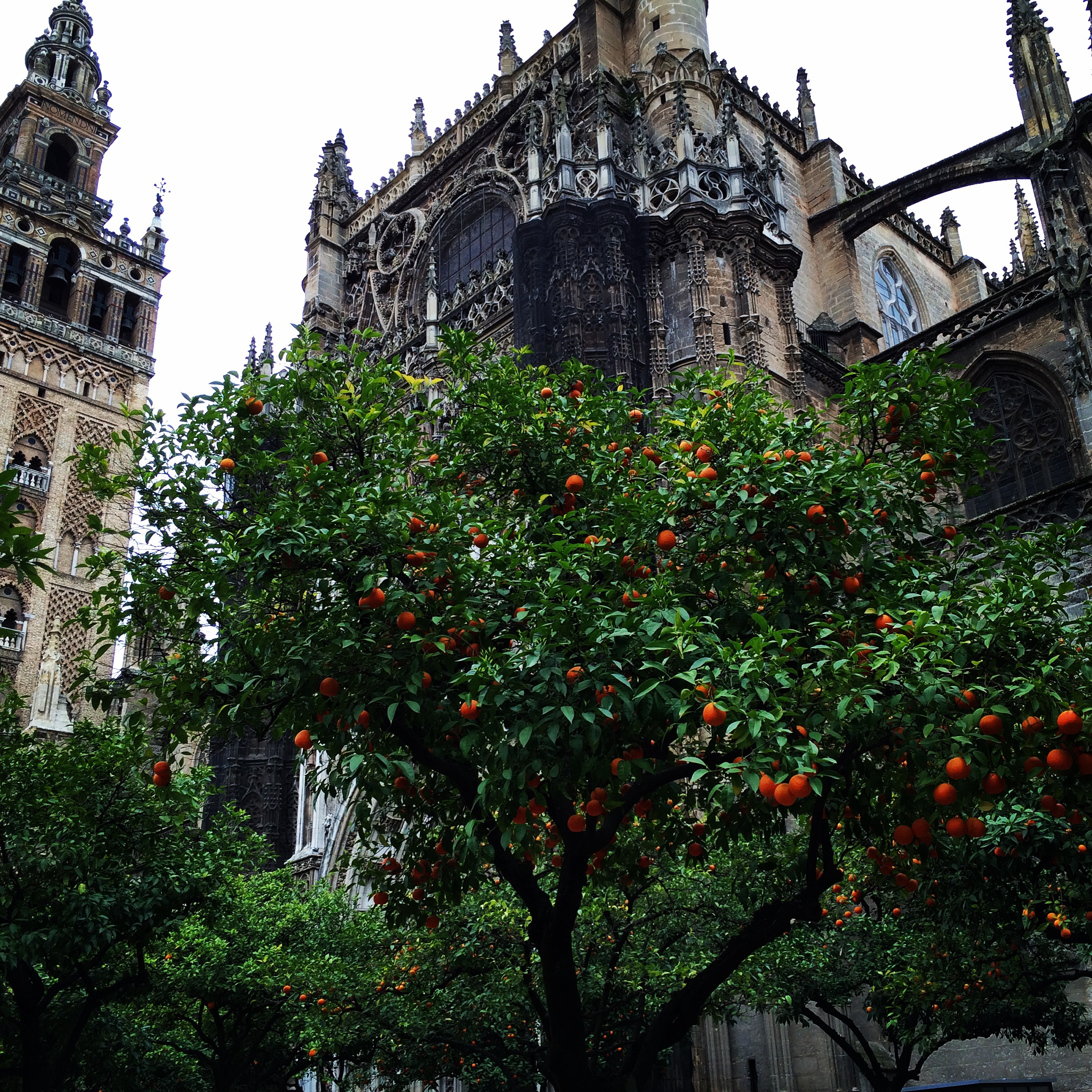

Il Patio de los Naranjos (cortile degli aranci) è uno spazio aperto costituito da un terreno piantumato con alberi di arancio annesso alla Cattedrale di Siviglia, sorta sul terreno ove si trovava la moschea almohade.  

## Descrizione
Il patio ha una forma rettangolare e le sue dimensioni sono di 43 per 81 metri. I lavori iniziarono nel 1172 e si conclusero nel 1186. Dopo la caduta della città in mano cristiana, il cortile servì come cimitero. 
I lati minori consistevano di sette archi centrali, mentre quello maggiore era dotati di tredici archi e quello centrale era corrispondente all'ingresso principale del sito arabo originario, ora conosciuto come Puerta del Perdón. L'ex sala di preghiera della moschea è il luogo in cui oggi sorge la Puerta de la Concepción. Questa porta, rimasta incompiuta, è decorata in stile rinascimentale e si distacca dalla parte superiore visigota. A sinistra di questo accesso se ne trova un altro, detto Puerta del Lagarto, riconoscibile per la presenza di una raffigurazione di un coccodrillo, che si dice esser stato un regalo del sultano d’Egitto al re Alfonso X per chiedere la mano di sua figlia.
Il patio risulta oggi integrato nella struttura della cattedrale. Nel tempo ha subito molte modifiche che lo hanno privato delle sue caratteristiche originarie. Nel 1618 l'ala ovest venne demolita per erigere la Chiesa del Tabernacolo (nota anche come Sagrario) che diede al recinto la connotazione di notevole carattere religioso.  
Oltre alla Chiesa del Tabernacolo, sul patio si affacciano anche la Sagrestia della Cattedrale e la Biblioteca colombina. Fuori dalla biblioteca trova inoltre posto un pulpito del Cinquecento.

### Chiesa del Tabernacolo
Costruita in stile barocco tra il 1618 e il 1642, la chiesa è un edificio a navata unica, sulla quale si affacciano cappelle curate da artisti come José de Arce, Pedro Roldán e Francisco Dionisio de Ribas. La chiesa è dotata inoltre di una cripta che ospita le sepolture di alcuni degli arcivescovi di Siviglia.

### Biblioteca colombina
Realizzata nel 1551 per via di un legato testamentario di Fernando Colombo, la biblioteca ospita testi miniati che coprono un arco di tempo dal XII al XV secolo, oltre a incunaboli e scritti di Cristoforo Colombo.